# Symphonies de Rawsthorne
Alan Rawsthorne a composé trois symphonies entre 1950 et 1964.

## Symphonie nº 1(1950)
La première symphonie d'Alan Rawsthorne est une commande de la Royal Philharmonic Society. L’œuvre est créée le 15 novembre 1950 par le BBC Symphony Orchestra dirigé par Adrian Boult.
La symphonie, d'une durée moyenne d'exécution de vingt-quatre minutes environ, est en quatre mouvements, :
1. Allegro tempestuoso
2. Allegro
3. Allegro non troppo
4. Poco maestoso - Allegro risoluto

## Symphonie nº 2«a pastoral symphony»(1959)
La deuxième symphonie de Rawsthorne, « A Pastoral Symphony », est une commande de l'Orchestre symphonique de Birmingham (soutenu par le John Feeney Charitable Trust), qui crée l’œuvre à Birmingham le 29 septembre 1959 sous la direction de Meredith Davies.
La symphonie, d'une durée moyenne d'exécution de vingt minutes environ, est en quatre mouvements , :
1. Allegro piacevole
2. Poco lento e liberamente
3. Country dance : allegro giocoso
4. Andante : sur un poème de Henry Howard (comte de Surrey)

## Symphonie nº 3(1964)
La troisième symphonie de Rawsthorne est une commande du Cheltenham Festival Committee. L’œuvre est créée le 8 juillet 1964 à Cheltenham par le BBC Northern Orchestra dirigé par George Hurst.
La symphonie, d'une durée moyenne d'exécution de trente-et-une minutes environ, est en quatre mouvements , :
1. Allegro
2. Alla sarabanda: andantino
3. Scherzo : Allegro molto
4. Allegro risoluto

## Discographie
- Rawsthorne: Syphonies 1, 2 & 3, London Philharmonic Orchestra, BBC Symphony Orchestra, John Pritchard (dir.), Nicholas Braithwaite (en) (dir.), Norman Del Mar (dir.), Tracey Chadwell (soprano), Lyrita (en) SRCD291, 1995.
- Rawsthorne: Symphonies Nos. 1-3, Bournemouth Symphony Orchestra, David Lloyd-Jones, Naxos 8.557480, 2005[9],[10].